# David Geselson
 (juillet 2017).
Si vous disposez d'ouvrages ou d'articles de référence ou si vous connaissez des sites web de qualité traitant du thème abordé ici, merci de compléter l'article en donnant les références utiles à sa vérifiabilité et en les liant à la section « Notes et références ».
David Geselson est comédien, auteur et metteur en scène français.

## Biographie
Formé à l'école du Théâtre national de Chaillot, à l'école de théâtre Les Enfants terribles, diplômé en 2003 du Conservatoire national supérieur d'art dramatique, David Geselson est comédien, metteur en scène et auteur (En Route-Kaddish, Doreen, Lettres non-écrites, Le Silence et la Peur).

## Filmographie

### Cinéma
- 1998 : Terminale de Francis Girod : Jérôme
- 2006 : Enceinte jusqu'aux dents (court métrage) de Marie Donnio : David, l'acteur doublage
- 2007 : La vie d'artiste de Marc Fitoussi : Client Hippopotamus
- 2007 : Fragile(s) de Martin Valente : Diego
- 2010 : N'oubliez pas Roger (court métrage) d’Étienne Labroue : Roger
- 2012 : Alyah d’Élie Wajeman : Nathan
- 2012 : Les parapluies migrateurs (court métrage) de Mélanie Laleu : Le père
- 2013 : La Vie domestique d’Isabelle Czajka : Le CPE

### Télévision
- 2006 : L'État de Grace (mini-série), épisode Combattre : Sondé 3
- 2014 : Ainsi soient-ils (2e saison) : Élie
- 2003 - 2015 : Top Gear : James May
- 2016 - : The Grand Tour : James May
- 2023 : Les Espions de la terreur (mini-série) : Sébastien Le Tallec

## Théâtre

### Auteur et metteur en scène
- 2023 : Neandertal[2]
- 2020 : Le Silence et la Peur Création autour de la figure de Nina Simone[1].
- 2018 :  Lettres non-écrites
- 2016 : Doreen[3] (pièce autour de Lettre à D. Histoire d'un amour d'André Gorz), Théâtre de Vanves, Théâtre de la Bastille, tournée en France Prix de la Meilleure Création en langue française du Syndicat de la critique 2017.
- 2014 : En Route-Kaddish[3], Théâtre de la Bastille, Théâtre de Vanves, Nouveau Théâtre de Montreuil Lauréat de la bourse d’encouragement du Centre national du théâtre.

### Metteur en scène
- Eli Eli de Thibault Vinçon
- Les Insomniaques de Juan Mayorga, Théâtre Gérard-Philipe de Saint-Denis

### Comédien
- Chœur des amants, mise en scène de Tiago Rodrigues, 2021, Théâtre des Bouffes du Nord, tournée en France, Europe[4]
- La Cerisaie, mise en scène de Tiago Rodrigues, 2021, Festival d'Avignon, tournée en France, Europe
- Bovary, mise en scène de Tiago Rodrigues, 2016, Théâtre de la Bastille, tournée en France
- Tout un homme de Jean-Paul Wenzel, Théâtre Nanterre Amandiers, Théâtre national populaire (Lyon)
- Mont-Royal (création) de Juliette-Navis Bardin et Raphaël Bouchard, Festival de Villeréal
- Les Trois Sœurs d'Anton Tchekhov, mise en scène de Volodia Serre, Théâtre de l’Athénée Paris, Théâtre Romain Rolland Villejuif
- Meeting Massera de Jean-Charles Massera, mise en scène de Jean-Pierre Vincent, Théâtre de la Cité internationale
- La Ville d'Evguéni Grichkovets, mise en scène Gabriel Dufay, Carré Melun Sénart
- Le Revizor de Gogol, mise en scène de Christophe Rauck, Théâtre de la Cité internationale
- Après la pluie de Sergi Belbel, mise en scène de Guy Freixe
- Le Golem d’après Gustav Meyrink, mise en scène de David Girondin-Moab et Muriel Trembleau, Théâtre Gérard-Philipe de Saint-Denis, CDN de Reims
- Théâtre à la campagne de David Lescot, mise en scène de Gilles Cohen, Espaces des Arts (Chalons-sur-Saô ne)
- Foi, Amour, Espérance d'Ödön von Horváth, mise en scène de Cécile Garcia-Fogel, Théâtre La Colline
- La Marmite de Plaute, mise en scène de Brigitte Jaques, Théâtre de la Tempête